# A-N-acetilneuraminat a-2,8-sijaliltransferaza
A-N-acetilneuraminat a-2,8-sijaliltransferaza (EC 2.4.99.8, citidin monofosfoacetilneuraminat-gangliozid GM3, alfa-2,8-sijaliltransferaza, gangliozid GD3 sintaza, gangliozid GD3 sintetaza sijaliltransferaza, CMP-NeuAc:LM1(alfa2-8) sijaliltranferaza, GD3 sintaza, SAT-2) je enzim sa sistematskim imenom CMP-N-acetilneuraminat:alfa-N-acetilneuraminil-(2->3)-beta--galaktozid alfa-(2->8)-N-acetilneuraminiltransferaza. Ovaj enzim katalizuje sledeću hemijsku reakciju
CMP--acetilneuraminat + alfa--acetilneuraminil-(2->3)-beta--galaktozil-R {\displaystyle \rightleftharpoons } CMP + alfa--acetilneuraminil-(2->8)-alfa-N-acetilneuraminil-(2->3)-beta--galaktozil-R
Gangliozidi mogu da deluju kao akceptori.

## Literatura
- Nicholas C. Price; Lewis Stevens (1999). Fundamentals of Enzymology: The Cell and Molecular Biology of Catalytic Proteins (Third изд.). USA: Oxford University Press. ISBN 019850229X.
- Eric J. Toone (2006). Advances in Enzymology and Related Areas of Molecular Biology, Protein Evolution (Volume 75 изд.). Wiley-Interscience. ISBN 0471205036.
- Branden C; Tooze J. Introduction to Protein Structure. New York, NY: Garland Publishing. ISBN 0-8153-2305-0.
- Irwin H. Segel. Enzyme Kinetics: Behavior and Analysis of Rapid Equilibrium and Steady-State Enzyme Systems (Book 44 изд.). Wiley Classics Library. ISBN 0471303097.

## Spoljašnje veze
- Alpha-N-acetylneuraminate+alpha-2,8-sialyltransferase на 